# Milan Mišić
Milan Mišić (Colonia, 1981) è un ex giocatore di football americano e allenatore di football americano tedesco, che ha giocato come defensive lineman.

## Palmarès
- 1 Europeo (2010)
- 1 ELF Championship Game (Frankfurt Galaxy, 2021[1])